# Пастка (Фолаут)
Пастка (The Trap) — шостий епізод першого сезону американського серіалу «Фолаут». Епізод написано Кері Дорнетто, режисура Фредеріка Тоя. Перший показ відбувся 10 квітня 2024 року разом із рештою сезону.

## Зміст
Говард прокидається на підлозі супермаркету після наркотичної ломки, де його схоплюють власники закладу.
Люсі та Максимус отримують привітний прийом у Сховищі 4. Вони зустрічають одноокого наглядача-мутанта Бенджаміна і його помічницю Берді, біженку з Шейді-Сендс. Вони пояснюють що їхнє сховище приймає мутантів і біженців з Шейді-Сендс після загибелі міста у 2277 році внаслідок ядерного вибуху. Бен забороняє гостям відвідувати 12-й поверх сховища.
Максимус звикає до життя в сховищі, поки Люсі жахається ексцентричного ритуалу поклоніння «Матері Вогню» — нею виявилася Молдевер. Люсі таємно вирушає на 12 поверх, де дізнається, що в Сховищі 4 проводили експерименти зі створення гібридів людей і стійких до радіації тварин. Її схоплюють і Бен та Берді демонструють, що спершу Сховище 4 керувалося аморальними вченими, чиї піддослідні повстали і заселили приміщення.
У флешбеці Говард конфліктує з Барб через незрозумілі йому правила проживання у сховищах «Vault-Tec». Потім його запрошують на таємну зустріч щодо політики «Vault-Tec», яку веде Молдевер.

## Сприйняття та відгуки
Станом на квітень 2025 року на сайті «IMDb» серія отримала 8.3 бала підтримки з можливих 10 при 11823 голосах користувачів.
Люсі Менґан писала для «Ґардіан»: «Ця бездоганно зроблена, надзвичайно дотепна постапокаліптична драма — ще одна блискуча адаптація відеоігри. Це смішно, самобутньо та напружено — дивовижний баланс».
В огляді «Substack» Лесом Чаппелем зазначалося: «Серіалу Fallout вдалося досягти успіху в двох напрямах. Це шоу, яке доводить своє розуміння канону, від зовнішньої іконографії „Волт-Бой“ і силової броні до перекрученого почуття гумору, яке проходить через усе, що ні в якому разі не повинно бути смішним. Він відповідає підвищеній реальності оригінальних ігор. Серіалу вдається прокласти свій власний шлях через пустку, одразу створюючи відчуття особистості. Часто жорстока, часто кумедна, і вихваляючись багатством в кастингу, це має потенціал вилетіти на вищий рівень ігрових адаптацій.»
Джек Кінг для «Vulture» зазначав: «Від наглядача до вбивці, це був досить напружений епізод. Від великих одкровень у довоєнному та післявоєнному періодах, до якогось досить підступного розмазування таємниць, що відбувається у Сховищі 4. І аж до Волтона Гоггінса, який тримав злидарство набране до 11 поверху.»
У огляді «Den of Geek» Бернардом Боо в огляді зазначено: «Телевізійна адаптація Fallout від Prime Video робить те, чого ніколи не було в іграх легендарної франшизи — ставить розповідь понад усе. Шоу справді з любов'ю відтворює ядерну Пустку у спосіб, який залишається вірним серіалу. Але історія абсолютно нова та неочікувано спонукає до роздумів. Телевізійні персонажі набагато складніші, ніж їхні аналоги у відеоіграх. Хоча, чесно кажучи, вони мають перевагу в тому, що їм не доводиться стояти неприродно нерухомо, дивлячись прямо в камеру, коли є що сказати.»
Оглядач «Slant Magazine» Нів Султан писав: «Fallout зображує чудеса й жахи каліфорнійської пустки — повністю отруєної пустелі мутованих тварин і тимчасових спільнот — із проникливою перспективою та вражаючою спритністю тону. Це абсурдистське, жахливе та еклектично смішне дослідження нестримної корпоратизації, військового індустріалізму та життя після кінця часів.»
Для вебсайту «The A.V. Club» Вільям Гаджес зазначав: «„Пастка“ — це неоднозначна річ. Високі моменти — монохромна реклама „Vault-Tec“ від Купера, собачий бій, дуже кумедна послідовність, у якій Люсі весело робить пропозицію Максимусу. Лише щоб дізнатися про жахливі недоліки сексуального виховання Пустки. Але вони також є спорадичними в епізодах із достатньою кількістю тупання на місці. І іноді здається, що настав час для ще більш шокуючих розкриттів попереду.»

## Музичний супровід
Музику до епізоду написав Рамін Джаваді. В епізоді звучало багато пісень, зокрема «Theme from A Summer Place» Перчі Фейта, «Lonely Hours» Джина Армстронга і «Texas Nite Hawks», «Summer in Love» від «Marc 4», «Give Me the Simple Life» Джун Крісті і «I'm Tickled Pink» Джека Шейндліна.

## Знімались
| Актор                 | Роль          |
| --------------------- | ------------- |
| Елла Пернелл          | Люсі          |
| Аарон Мотен           | Максимус      |
| Волтон Гоггінс        | Гуль          |
| Саріта Чоудрі         | Лі Молдевер   |
| Метт Беррі            | Себастіан     |
| Кріс Парнелл          | Бенжамін      |
| Френсіс Тернер        | Барб          |
| Майкл Еспер           | Бад           |
| Шерієн Дабіс          | Бірді         |
| Ґленн Флешлер         | Соррел        |
| Даллас Голдтот        | Чарльз        |
| Ерік Берріман         | Ллойд         |
| Енджел Десаї          | Кассандра     |
| Тіган Мередіт         | молода Джейні |
| Гаррі Саттон-молодший | Едмундсон     |
| Чіп Кар'єр            | медбрат       |